# Kim Young-gwon
Kim Young-gwon (tiếng Hàn: 김영권; Hán-Việt: Kim Vịnh Quân; sinh ngày 27 tháng 2 năm 1990) là một cầu thủ bóng đá người Hàn Quốc đang chơi cho Ulsan Hyundai và đội tuyển quốc gia Hàn Quốc.

## Bàn thắng quốc tế
| #  | Ngày                | Địa điểm                                          | Đối thủ      | Bàn thắng | Kết quả | Giải đấu                      |
| -- | ------------------- | ------------------------------------------------- | ------------ | --------- | ------- | ----------------------------- |
| 1. | 3 tháng 6 năm 2011  | Sân vận động World Cup Seoul, Seoul, Hàn Quốc     | Serbia       | 2 – 0     | 2 – 1   | Giao hữu                      |
| 2. | 26 tháng 1 năm 2015 | Sân vận động Australia, Sydney, Úc                | Iraq         | 2 – 0     | 2 – 0   | AFC Asian Cup 2015            |
| 3. | 27 tháng 6 năm 2018 | Kazan Arena, Kazan, Nga                           | Đức          | 1 – 0     | 2 – 0   | FIFA World Cup 2018           |
| 4. | 5 tháng 6 năm 2021  | Sân vận động Goyang, Goyang, Hàn Quốc             | Iran         | 2 – 0     | 2 – 0   | Vòng loại FIFA World Cup 2022 |
| 5. | 24 tháng 3 năm 2022 | Sân vận động World Cup Seoul, Seoul, Hàn Quốc     | Turkmenistan | 3 – 0     | 5 – 0   | Vòng loại FIFA World Cup 2022 |
| 6. | 14 tháng 6 năm 2022 | Sân vận động World Cup Seoul, Seoul, Hàn Quốc     | Ai Cập       | 2 – 0     | 4 – 1   | Giao hữu                      |
| 7. | 2 tháng 12 năm 2022 | Sân vận động Thành phố Giáo dục, Al Rayyan, Qatar | Bồ Đào Nha   | 1 – 1     | 2 – 1   | FIFA World Cup 2022           |